# Vladimíra Racková
Vladimíra Malátová-Racková (nata Palyzová; Opava, 15 maggio 1967) è un'ex discobola ceca.

## Palmarès
| Anno | Manifestazione   | Sede              | Evento           | Risultato | Misura  | Note  |
| ---- | ---------------- | ----------------- | ---------------- | --------- | ------- | ----- |
| 1985 | Europei juniores | Cottbus           | Lancio del disco | 5ª        | 53,30 m |       |
| 1991 | Mondiali         | Tokyo             | Lancio del disco | 14ª       | 58,38 m |       |
| 1992 | Olimpiadi        | Barcellona        | Lancio del disco | 18ª       | 59,04 m |       |
| 1993 | Mondiali         | Stoccarda         | Lancio del disco | 9ª        | 61,10 m |       |
| 1999 | Mondiali         | Siviglia          | Lancio del disco | 28ª       | 56,64 m |       |
| 2000 | Olimpiadi        | Sydney            | Lancio del disco | 14ª       | 60,24 m |       |
| 2001 | Mondiali         | Edmonton          | Lancio del disco | 11ª       | 56,43 m | [ 1 ] |
| 2002 | Europei          | Monaco di Baviera | Lancio del disco | 8ª        | 59,28 m |       |
| 2004 | Olimpiadi        | Atene             | Lancio del disco | 34ª       | 55,82 m |       |